# Czelabińsk

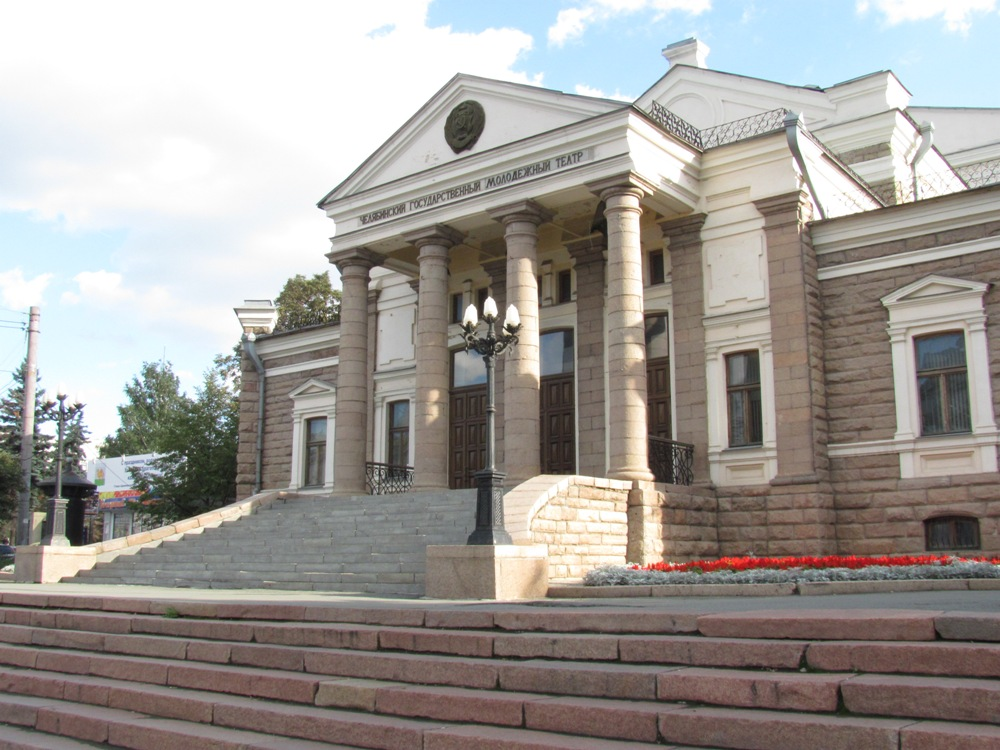
Teatr w Czelabińsku

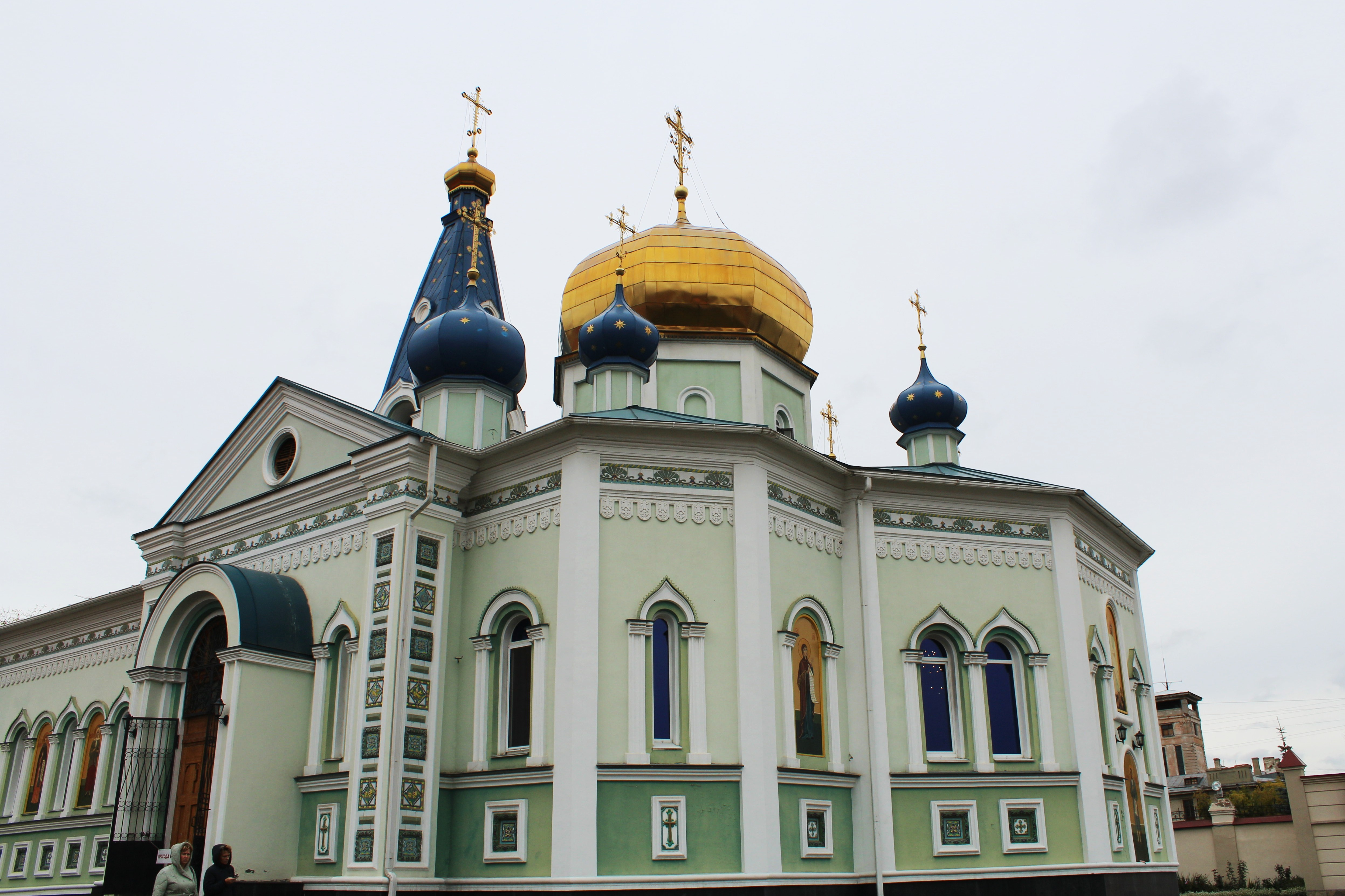
Sobór katedralny św. Szymona Słupnika

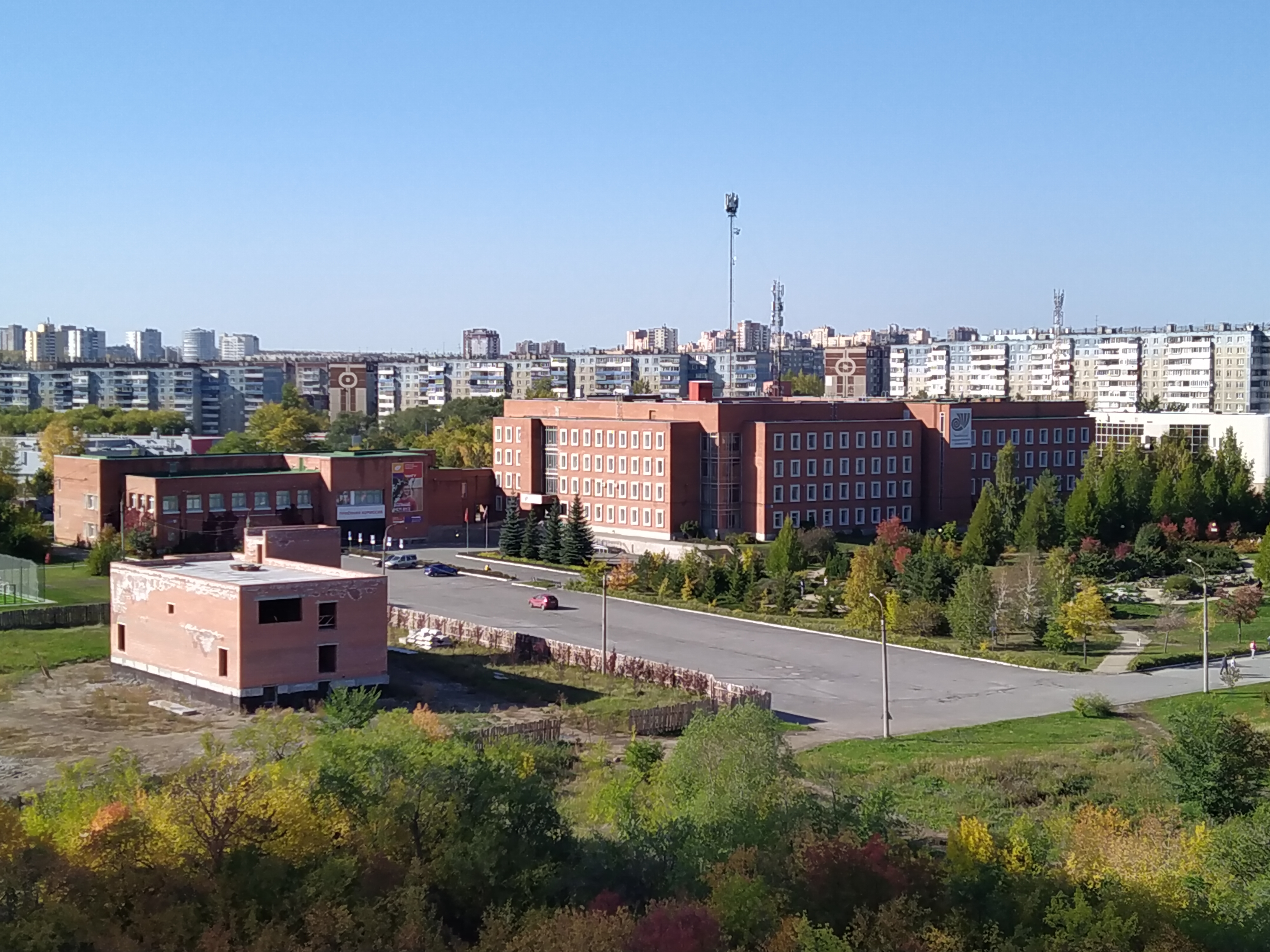
Czelabiński Uniwersytet Państwowy

Czelabińsk (ros. Челябинск) – miasto obwodowe w azjatyckiej części Rosji, na Uralu, nad rzeką Miass.

## Historia
Czelabińsk został założony w 1736 roku jako twierdza. Prawa miejskie otrzymał w 1787 roku. Od końca XIX wieku rozpoczął się rozwój przemysłu. Podczas II wojny światowej był to jeden z najważniejszych ośrodków produkcyjnych zaplecza frontu, zwany Tankogradem (miastem czołgów). Obecnie miasto jest ważnym ośrodkiem przemysłowym, kulturalnym (galerie sztuki) i naukowym (5 szkół wyższych).
15 lutego 2013 roku w godzinach porannych nad Czelabińskiem rozpadła się planetoida o rozmiarach około 17 m i masie 10 tys. ton. Zjawisko wygenerowało energię równoważną z wybuchem 500 kiloton trotylu (40 razy większej od wybuchu bomby atomowej zrzuconej na Hiroszimę). Tak ogromna siła stworzyła falę uderzeniową, która stłukła szyby, co skutkowało zranieniem 1500 osób. Ponadto zawaliła się fabryka cynku.
Fragmenty planetoidy spadły w postaci deszczu meteorytów. Obszar spadku ma kształt przybliżony do elipsy.

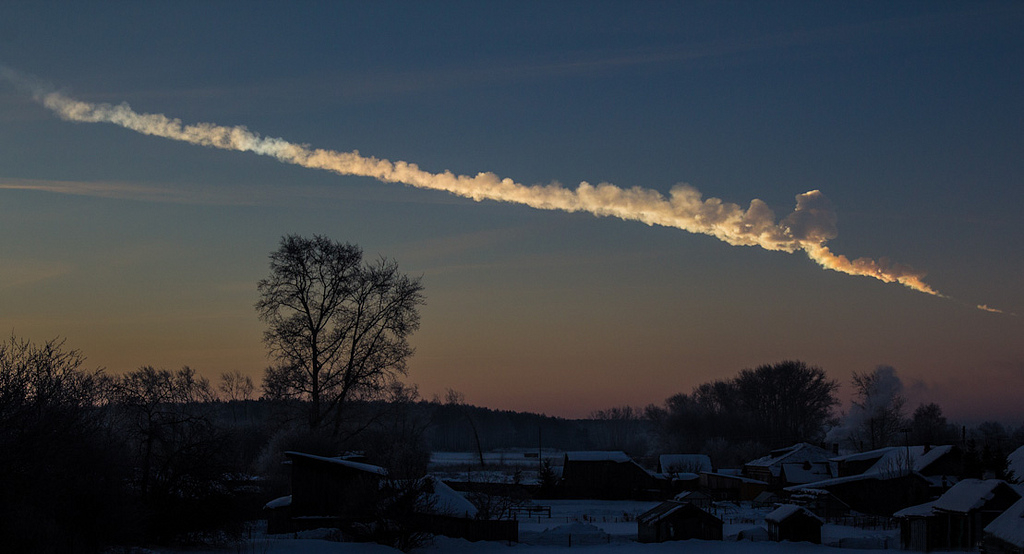
Ślad pozostawiony po przelocie bolidu

## Gospodarka
Czelabińsk jest jednym z największych ośrodków przemysłowych na Uralu. Ośrodek hutnictwa żelaza i metali nieżelaznych (głównie cynku), produkcja ciężkich ciągników i ciężarówek, przemysł materiałów budowlanych, spożywczy, odzieżowy; gazociąg biegnący z Gazli, duża elektrownia cieplna. W okolicach eksploatacja węgla brunatnego.

## Transport
- W Czelabińsku znajduje się ważny węzeł kolejowy Kolei Transsyberyjskiej.
- Port lotniczy Czelabińsk
- Awiaprad – linia lotnicza
- Tramwaje w Czelabińsku (od 1932 roku) i trolejbusy (od 1942)
- Metro w Czelabińsku – w budowie
- Miejska komunikacja autobusowa

## Oświata
Miasto jest siedzibą Czelabińskiego Uniwersytetu Państwowego.

## Sport
- Mieczeł Czelabińsk – klub hokejowy
- Traktor Czelabińsk – klub hokejowy
- Dinamo Czelabińsk – klub piłkarski
- FK Czelabińsk – klub piłkarski
- Spartak Niżny Nowogród – klub piłkarski, działający jako Spartak Czelabińsk, w 2006 przeniesiony do Niżniego Nowogrodu
- Awtodor-Metar Czelabińsk – klub piłki siatkowej kobiet